# Fede Finn og Funny Boyz
Fede Finn og Funny Boyz er et dansk orkester, der spiller dansktop i countryinspireret stil, og en lang række undersatte numre, fra 1960-erne, 1970-erne og 1980-erne. Orkestrets leder og grundlægger er Lennart Johannesen. Derudover bestod det af Jørn Rosenville (der skrev teksten og sang på "Kærligheden brænder" og de andre tidligste hits), Maud Kofod (sang og saxofon), Robert Langkilde (guitar og sang) og Henrik Mittelstrass (trommer).
Orkestret havde i 2007 et hit med "Kærligheden brænder" sunget af Jørn Rosenville med melodi af franske Patrick Sébastien. Rosenville der sang og skrev tekster til de gamle hits i Fede Finn og Funny Boyz forlod bandet i 2009.
I 2009 medvirkede gruppen i Ole Bornedal film Fri os fra det onde.
Orkestret spillede i 2014 for fjerde år i træk, i Parken til TV 2 Charlie tv-show Top Charlie i Parken. Fede Finn og Funny boyz spiller ca. 80-100 jobs om året og har flere jobs i Norge, Grønland, Tyskland og Frankrig.
I december 2015 forlod Kofod, Langkilde, Andreasen og Koldenborg bandet og stiftede Maud & Mænd sammen. Ifølge Kofod og de tre andre blev de fyret.
Johannesen søgte efterfølgende nye bandmedlemmer. Fra januar 2016 til december 2017 har bandet udover Johannesen bestået af Katrine Daugaard (sang) Finn Gustavsen (guitar), Jesper Kristoffersen (trommer) og Torben Eilersen (keyboard) men i december 2017 forlod Katrine Daugaard og Jesper Storm bandet og dannede i stedet Katrine På Toppen.
Den 29. maj 2021 afgik den tidligere forsanger Jørn Rosenville ved døden.

## Diskografi
| År   | Album                                | Højeste placering | Certificering |
| År   | Album                                | DEN               | Certificering |
| ---- | ------------------------------------ | ----------------- | ------------- |
| 2007 | De fedeste                           | 1                 |               |
| 2008 | Første gang til gode                 | 5                 |               |
| 2009 | Klassikere på den fede måde          | 10                |               |
| 2010 | Nu med kavalergang (opsamlingsalbum) | 6                 |               |
| 2013 | Fed fornemmelse                      | 26                |               |
| 2013 | Beautybox (opsamlingsalbum)          | 17                |               |